# Rietheim
Rietheim (schweizertyska: Riete) är en ort i kommunen Zurzach i kantonen Aargau, Schweiz. Orten var före den 1 januari 2022 en egen kommun, men slogs då samman med kommunerna Bad Zurzach, Baldingen, Böbikon, Kaiserstuhl, Rekingen, Rümikon och Wislikofen till den nya kommunen Zurzach.